# Амевел
Амевел (фр. Ameuvelle) насеље је и општина у североисточној Француској у региону Лорена, у департману Вогези која припада префектури Епинал.
По подацима из 2011. године у општини је живело 59 становника, а густина насељености је износила 10,61 становника/km². Општина се простире на површини од 5,56 km². Налази се на средњој надморској висини од метара (максималној 307 m, а минималној 238 m).

## Демографија
| 1962. | 1968. | 1975. | 1982. | 1990. | 1999. | 2011. |
| ----- | ----- | ----- | ----- | ----- | ----- | ----- |
| 111   | 111   | 101   | 105   | 109   | 87    | 59    |

График промене броја становника у току последњих година